# Roberta Sklar
Roberta Sklar (Brooklyn, Nueva York)  es una activista y directora teatral estadounidense. Actualmente es consultora de comunicaciones y estratega senior de OutRight Action International (antes IGLHRC) y otras organizaciones de defensa de los derechos LGBT. En 1977 Roberta Sklar junto a su pareja Sondra Segal y Clare Coss fundó en Nueva York el Teatro Experimental de Mujeres, un grupo reconocido como iniciador del teatro feminista en los años 70 y 80.

## Trayectoria

### Directora de teatro
Nació en Brooklyn y estudió en el Erasmus Hall HS Brooklyn y más tarde en el Hunter College en 1960 donde empezó también su trayectoria como directora teatral con una beca en la escuela de posgrado de teatro, la primera vez que la lograba una mujer. A principios de los sesenta participó en el off-Off-Broadway y con frecuencia dirigió nuevas obras en el Caffe Cino donde se inició el movimiento teatral. Fue también el inicio del teatro homosexual masculino explica Sklar en una entrevista. En 1968 se unió al The Open Theater donde fue directora de importantes obras como The Serpent, Terminal, The Mutation Show, Endgame de Beckett (1968-1972) que recorrieron los escenarios de Estados Unidos y Europa y fueron ampliamente aclamadas.  A lo largo de los años sesenta trabajó extensamente con dramaturgos y actores en la creación de nuevas obras y nuevos métodos de trabajo.
"Queríamos vivir en una sociedad en la que nuestras vidas interiores puedan existir de manera plena, y sin embargo, como mujeres, estábamos hablando de la vida interior como los hombres la definen. No sólo fui oprimida por Exxon y General Motors sino más inmediatamente por los hombres a mi alrededor, pero no lo sabía en ese momento. El privilegio de la expresión masculina bohemia me ayudó a crecer en el conocimiento de sí misma. Era patriarcal, los parámetros de crecimiento eran limitados para mí, pero crecí" explicaba sobre su propio proceso.
En la década de 1970 comenzó una investigación sobre el desarrollo de una estética feminista para el teatro.  
Sklar explica que considera The Mutation Show el comienzo de su expresión feminista, una obra en la que hubo mayor lucha entre el codirector Chaikin y ella. "Durante las primeras obras, trabajé mucho como lo hicieron las mujeres en el movimiento por la paz y en el movimiento estudiantil: Hicimos mucho trabajo, tuvimos poco crédito y no nos dimos cuenta de que faltaba una sección importante: el análisis político" señala. La obra fue también su último trabajo en el The Open Theatre terminando un ciclo en el que se confrontó con las dificultades de las mujeres en el mundo teatral y artístico. En esta época fue arrestada junto con mucha otra gente en una manifestación contra la guerra, y estuvo detenida en una celda con 65 otras mujeres. Eso me cambió como feminista, ha explicado.
Realizó un proyecto de investigación de actores en Bard College y el Hunter College (1971-1976), explorando las asignaciones de roles sexuales y su impacto en los métodos de actuación y fue considerada como la mayor contribuyente al desarrollo del llamado "teatro de mujeres". 
De un curso que realizó en el Bard College para mujeres surgió un grupo de teatro para mujeres llamado The Women's Unit con el que fue coautora y directora de Obscenities and Other Questions.
Fue la dramaturga, poeta y ensayista, Sondra Segal, fundadora del Womanrite Theatre Ensemble quien contactó a Sklar para que las formara en las técnicas del The Open Theater. En 1973 dirigió con ellas The Cinderella Project (1973) , sobre el papel de las mujeres en una familia tradicional. 
En 1974 conoció a Clare Coss, escritora, poeta, dramaturga y psicoterapeuta. Era colega del Hunter College. Clare Coss, Sondra Segal y Sklar iniciaron un diálogo teatral (1976-1986) que les llevó a fundar el The Women's Experimental Theatre WET (Teatro Experimental de Mujeres) grupo fundado en Nueva York en 1977 tras una escisión del grupo Womanrite. Las tres empezaron a trabajar en la trilogía Trilogía del Ciclo de las Hermanas: Daughters, Sister/Sister, and Electra Speaks, una exploración desde el punto de vista feminista de la vida de las mujeres en una familia patriarcal. Teatro hecho por mujeres para mujeres. Las tres eran actrices, escribían y dirigían. También trabajaron con ellas Mary Lum y Mary Lyon El WET tenía su base en el Women's Interart.
En su trabajo como directora teatral mostró su preferencia por la utilización de la estructura episódica, argumentando que, "como toda mujer sabe, la vida es un constante circo de tres pistas antes que un cuento de aventuras lineal".

### Activismo feminista y LGTB
Sklar ha trabajado como Directora de Comunicaciones de la Comisión Internacional de Derechos Humanos de Gays y Lesbianas, en el Grupo de Trabajo Nacional LGBTQ y en la Agenda del Empire State Pride. También como consultora de comunicación estratégica en el Proyecto contra la violencia de la ciudad de Nueva York. En la actualidad es consultora de comunicaciones y estratega senior de OutRight Action International (antes IGLHRC)

## Vida personal
Sklar está casada con la dramaturga, poeta y ensayista, Sondra Segal. Tras más de 30 años de convivencia se casaron el 29 de agosto de 2003 en Vancouver (Canadá). En 1998 se habían inscrito en el registro de parejas de hecho del Ayuntamiento de la ciudad de Nueva York, cuando fue legalmente posible. Tienen dos hijos: su ahijado, Jesse Gilbert, de 30 años, que criaron en un colectivo con su madre, su pareja y otras personas, y Rachel, adoptada en Rumanía cuando era un bebé. Utilizan como apellidos Segal-Sklar. En la actualidad residen en Nueva York.